# Fayçal Hamza

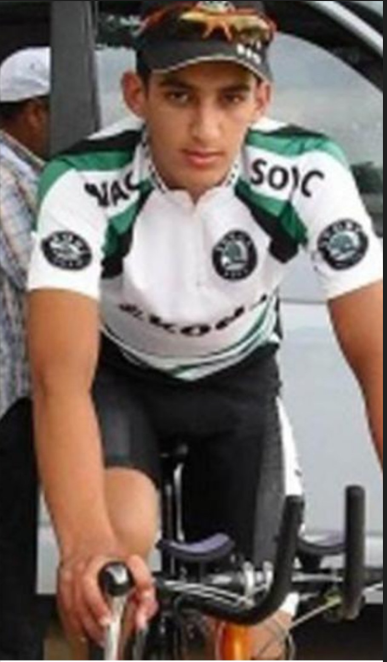
Fayçal Hamza, 2022

Fayçal Hamza (* 6. September 1992) ist ein algerischer Straßenradrennfahrer.
Fayçal Hamza wurde 2011 bei der Afrikameisterschaft in Asmara Zehnter im Einzelzeitfahren und belegte damit den dritten Platz in der U23-Wertung. Seit 2012 fährt er für das algerische Continental Team Vélo Club SOVAC Algérie. In seinem ersten Jahr dort wurde er bei der nationalen Meisterschaft Erster im Einzelzeitfahren der U23-Klasse und Zweiter im Straßenrennen. Außerdem gewann er eine Etappe bei der Tour du Faso. Bei der Afrikameisterschaft gewann er die Bronzemedaille im Mannschaftszeitfahren.

## Erfolge
2012
- Algerischer Meister – Einzelzeitfahren (U23)
- eine Etappe Tour du Faso

## Teams
- 2012 Vélo Club SOVAC Algérie